# إزحيليكة
إزحيليكة (بالإنجليزية: EZZHILIGA) هي قرية ريفية تابعة لإقليم الخميسات ضمن جهة الرباط سلا زمور زعير بالمغرب. بلغ مجموع عدد سكان إزحيليكة حسب إحصاءات 2004 حوالي 15506 نسمة يعيشون في 2858 أسرة.